# Bundesliga (ajedrez)
El término Bundesliga de Ajedrez (Alemán: Schach Bundesliga), normalmente se refiere a la primera división de la liga por equipos de ajedrez de Alemania. Es la liga más fuerte y más antigua de este tipo, atrayendo a muchos de los Grandes Maestros de la élite de Europa y más allá.
Austria también tiene una Bundesliga de ajedrez, normalmente descrita como Bundesliga OST (OST=Osterreich), pero en este artículo, sólo se referencia la liga alemana.

## Formato
Se forman 16 equipos de hasta 16 jugadores, de los que el capitán selecciona un equipo de 8 para cada encuentro, dependiendo de la clasificación, la forma y por supuesto, la disponibilidad. Los miembros de los equipos pueden ser hombres o mujeres, pero también hay una Bundesliga femenina separada.
La temporada empieza en octubre y termina en abril. Las sedes de los encuentros se alternan entre los clubes participantes para minimizar o igualar los viajes acometidos. Muchos de los profesionales titulados son pagados con una factura de aparición y/o gastos de viaje.
Cada fin de semana de juego normalmente comprende 2 encuentros para cada equipo, jugados en días consecutivos. Así, cuatro sedes albergan 2 encuentros cada uno de los 2 días. En el transcurso de al temporada hay 15 rondas y todos los equipos jueguen a la vez en una.

## Temporada 2006/07
Antes del comienzo de la temporada, el campeón reinante el OSC Baden-Baden empezó como el máximo favorito - su impresionante equipo estaba formado por 8 jugadores con una considerable media de ELO de 2709.
Los 8 jugadores en cuestión eran: Viswanathan Anand, Piotr Svidler, Alekséi Shírov, Étienne Bacrot, Magnus Carlsen, Liviu-Dieter Nisipeanu, Pentala Harikrishna y Francisco Vallejo Pons. Los miembros restantes del equipo aseguraba que la ausencia de sus estrellas no fuera notada demasiado. Los GMs Peter Heine Nielsen, Sergéi Movsesian y Michal Krasenkow eran solo tres de los restantes.
Basándose en el ELO, la amenaza más cercana a los campeones parecían ser el SG Porz, TSV Bindlach-Aktionar y Werder Bremen. Predeciblemente, el OSC Baden-Baden defendió su título satisfactoriamente, mientras que el Werder Bremen se marchitaría después de un buen inicio y dio lugar a una lucha cerrada por las plazas restantes. Inesperadamente, el Hamburger SK desconcertó la clasificación alzándose a la segunda posición, debido a las grandes actuaciones de varios de sus jugadores. El contingente polaco formado por Radoslav Wojtaszek Y Robert Kempinski, ambos con grandes números y Kempinski terminó la temporada sin perder una partida, a pesar de jugar todas las rondas. Por debajo de ellos, jugaron los alemanes Dirk Sebastian y Thies Heinemann que también contribuyeron al resultado.
SG Porz y TSV Bindlach-Aktionar terminaron en la tercera y cuarta plaza respectivamente, con sobresalientes actuaciones de Loek van Wely (también invicto) para el Porz y Vladímir Baklan y David Baramidze para el Bindlach.

## Temporadas recientes
Los equipos que terminaron en las cuatro primeras plazas en las últimas temporadas fueron:
2006/7 - 1. OSC Baden-Baden | 2. Hamburger SK | 3. SG Porz | 4. Bindlach Aktionar
2005/6 - 1. OSC Baden-Baden | 2. Werder Bremen | 3. SG Porz | 4. SG Solingen
2004/5 - 1. SV Werder Bremen | 2. SG Porz | 3. OSC Baden-Baden | 4. TV Tegernsee
2003/4 - 1. SG Porz | 2. SC Baden-Oos | 3. TV Tegernsee | 4. SV Werder Bremen